# Montaña de los Kurdos
La Montaña de los Kurdos o Jabal al Akrad (en kurdo: چیای کوردان, Çiyayê Kurdan. en árabe: جبل الأكراد‎,  Jabal al-Akrād) es una región rural montañosa que ocupa la sección nororiental de la gobernación de Latakia, en Siria, cerca de la frontera con Turquía. Tiene una elevación que oscila entre los 400 y los 1.000 m s. n. m.. Forma parte de la Cordillera litoral de Siria. La Montaña del Kurdos no debe ser confundida con los Montes Kurdos (Kurd-Dagh en turco), que se encuentran al noreste, cerca de Alepo.
Sus principales ciudades son Salma y Kinsabba, además de 64 aldeas, con una población total de aproximadamente 150.000 habitantes, los cuales son de ascendencia kurda, de ahí el topónimo, aunque en las últimas décadas han dejado de hablar la lengua kurda sustituyéndola progresivamente por el idioma árabe. Sus gentes pertenecen principalmente a una de las siguientes cuatro tribus: Mushan en Salma, Duwarin, Tartiah; 'Ujan en Kinsabba, Nahsheba, Ard al-Wati; Kikhia en Majdal Kikhia, Tauma, Beroma, Duwairka y Shejan en Wadi al-Shejan, Qasatil y al-Ido. Cada tribu a su vez se divide en varios clanes. Los habitantes de Jabal al-Akrad son predominantemente musulmanes sunitas, en contraste con los habitantes del resto de la gobernación de Latakia, que son de absoluta mayoría alauita.
Jabal al-Akrad es rico en bosques y recursos naturales. Como resultado de la guerra civil siria, la región ha vivido numerosos enfrentamientos militares entre los grupos armados de oposición y el ejército sirio.